# Pléboulle
Pléboulle (bretonisch Pleboull) ist eine französische Gemeinde mit 716 Einwohnern (Stand 1. Januar 2022) im Département Côtes-d’Armor in der Region Bretagne. Sie gehört zum Arrondissement Dinan und zum Kanton Pléneuf-Val-André. Die Bewohner nennen sich Pléboullais(es).

## Geografie
Pléboulle liegt etwa 34 Kilometer nordöstlich von Saint-Brieuc und 23 Kilometer westlich von Saint-Malo im Norden des Départements Côtes-d’Armor am Ärmelkanal.

## Geschichte
Erst 1264 tauchte der heutige Ort in einem Dokument der Abtei Saint-Aubin-des-Bois aus dem Dunkel der Geschichte. Verschiedene Namen wie Sainte-Croix, L’Hôpital und Village du Temple belegen den Besitz der Kreuzritter (Johanniter). Die Gemeinde gehörte von 1793 bis 1801 zum Distrikt Lamballe. Seit 1801 ist sie Teil des Arrondissements Dinan. Am 15. März 1826 trat Pléboulle die Dörfer Vieilles Portes und Bois-Talva an die Gemeinde Saint-Pôtan ab. Zudem kam es gleichzeitig zu einem Gebietsabtausch mit der Gemeinde Matignon.

### Bevölkerungsentwicklung
| Jahr                       | 1962 | 1968 | 1975 | 1982 | 1990 | 1999 | 2006 | 2012 | 2019 |
| Einwohner                  | 818  | 780  | 711  | 686  | 711  | 662  | 708  | 730  | 869  |
| Quellen: Cassini und INSEE |      |      |      |      |      |      |      |      |      |

## Sehenswürdigkeiten
- Kirche Saint-Paul aus dem 17./18. Jahrhundert
- Kapelle Notre-Dame du Temple (auch Notre-Dame de la Croix genannt) aus dem 14. Jahrhundert; daneben ein hohes Kreuz aus dem 17. Jahrhundert
- Kapelle von Launay-Mottais aus dem Jahr 1848
- Herrenhaus Manoir de La Motte-Colas aus dem 15. Jahrhundert
- Herrenhaus Manoir de Launay-Mottais aus dem 18. Jahrhundert
- Grabmal von Maria de la Motte-Rouge aus dem Jahr 1875
- mehrere Mühlen
- Überreste des Turms von Montbras aus dem 12. Jahrhundert (Monument historique)
- Denkmal für die Gefallenen[1]

Quelle: